# جياني غالو
جياني غالو (بالإيطالية: Gianni Gallo)‏ هو فنان إيطالي، ولد في 1935 في دولياني في إيطاليا، وتوفي بنفس المكان في 2011.